# Мирзо Турсунзаде (район Рудаки)
Мирзо Турсунзаде (тадж. Мирзо Турсунзода) — посёлок городского типа в районе Рудаки входящий в состав районов республиканского подчинения Таджикистана.

## География
Географически пгт им. Мирзо Турсунзаде находится в восточной части Гиссарской долины, протянувшись с севера на юг, слева от автодороги Душанбе — Сомониён. Располагается в междуречье двух горных рек Кафирнигана и Иляка. Расстояние от посёлка Мирзо Турсунзаде до столицы Таджикистана — города Душанбе — 12 км, от посёлка до районного центра — пгт Сомониён — 5 км.

## История
Посёлок, получивший официальное наименование пгт имени Мирзо Турсунзаде, назван так в честь таджикского советского государственного деятеля — народного поэта Таджикской ССР Мирзо Турсун-заде.
Образован посёлок им. Мирзо Турсунзаде 12 марта 2009 года.

## Населённые пункты
Джамоату посёлка М. Турсунзаде подчинены населённые пункты Ходжиён, Истиклол-1, Истиклол-2, Истиклол-3, Истиклол-4, Коргар, Косибон, Мавдж, им. С. Турдиева, им. Дж. Руми, которые находятся на расстоянии 1-4 км от (собственно) посёлка.

## Население
| 2019   | 2020   | 2021   | 2022   |
| ------ | ------ | ------ | ------ |
| 20 000 | 20 500 | 26 400 | 27 100 |